# チューターグループ
チューターグループはイギリスの学校で用いられる言葉であり、大意はアメリカ合衆国で用いられる「ホームルーム」と同じである。
この言葉は、学生が一日を通じて異なる集団で指導される高等学校で多く用いられる。
チューターグループは、通常は学校の各セッションの始めまたは終わりに登録された学生により構成される集団である。
多くの学校では、チューターグループに対して一人のチューターが割り当てられる。
このチューターはその集団に数年にわたって残る。場合によっては、期間がそのチューターがその学校にいる全期間となることもある。
チューターグループはいくつかの科目において、授業の単位となることがある。
また、科目により能力別の集団で授業を受けたり、実技科目のようにより小さな混合した集団で授業を受けることもある。
チューターグループは多くの場合その集団の属する年次に担当するチューター名の頭文字をつけた形で呼ばれる。
例えば第11学年の Christopher Phillip Bambury（） がチューターを務めるチューターグループは 11CPB と呼ばれる。